# Dingwalls
Dingwalls es una zona de ocio junto a Camden Lock en Londres, Inglaterra. Hay bares, cafeterías, clubs (entre otros el club de comedia Jongleurs y el restaurante Lock 17), además de ser una de las zonas de música en directo más conocidas de la ciudad. El edificio en sí estaba dedicado a la industria de principios del siglo XX y es de arquitectura victoriana. El dueño original del edificio, T.E. Dingwall, tenía su nombre pintado en la fachada, práctica habitual de la época en Camden Town en la época victoriana. La pintura nunca se quitó, y a día de hoy sigue siendo visible y de ahí el nombre que sigue recibiendo el lugar. Dingwall también es conocido por el famoso club de jazz "Talkin Loud and Saying Something" de Gilles Peterson y Patrick Forge.